# Regional Paraguaya
Regional Paraguaya – paragwajska linia lotnicza z siedzibą w Asunción. Jest nową linią lotniczą Paragwaju powstałą w 2008. Głównym węzłem jest Port lotniczy Asunción.